# Aşağı Qışlaq
Aşağı Qışlaq è un comune dell'Azerbaigian situato nel distretto di Şahbuz.